# Eretmocerus trialeurodis
Eretmocerus trialeurodis är en stekelart som beskrevs av Hayat 1998. Eretmocerus trialeurodis ingår i släktet Eretmocerus och familjen växtlussteklar.
Artens utbredningsområde är Iran. Inga underarter finns listade i Catalogue of Life.